# Antiguraleus perfluans
Antiguraleus perfluans é uma espécie de gastrópode do gênero Antiguraleus, pertencente a família Mangeliidae.